# Marquesat del Cenete
El marquesat del Cenete és el títol nobiliari espanyol que la reina Isabel la Catòlica va concedir el 1491 a Rodrigo Díaz de Vivar y Mendoza, I Comte del Cid, fill del Cardenal Mendoza i net de Marqués de Santillana. El seu nom es refereix a la subcomarca del  Zenete a la província de Granada. Zenete o Cenete deriva de l'àrab sened, que significa "faldilla, pujada, costera de la muntanya", en referència al declivi de Serra Nevada.
El primer marquès, Rodrigo Díaz de Vivar y Mendoza, constructor del Castell de la Calahorra, es casà en secret amb Leonor de la Cerda i Aragó i posteriorment amb Maria Fonseca. La seva filla Mencía, II marquesa, va morir sense descendència, mentre que la seva filla Maria, III marquesa, va casar amb Diego Hurtado de Mendoza, IV  Comte de Saldanya, hereu del  duc de l'Infantat, passant el marquesat del Cenete a la Família de l'Infantat, els membres ho van utilitzar alternativament, cridant el primer duc de l'Infantat i marquès de Cenete i el seu successor marquès de Cenete i duc de l'Infantat.
El mayorazgo del marquès incloïa a més les baronies d'Aiora, Alazque, Alberic i Gavarda al regne de València i els senyorius de Jadraque, el Castell del Cid i Alcocer, a Guadalajara.